# Břeclav
Břeclav é uma cidade checa localizada na região de Morávia do Sul e a capital do distrito de Břeclav‎.